# Barranc de Bellera
El Barranc de Bellera és un torrent afluent per la dreta de la Rasa de Padollers. Transcorre íntegrament pel terme municipal de Torà (Segarra)
La xarxa hidrogràfica d'aquest barranc està constituïda per 3 cursos fluvials la longitud total dels quals suma 4.849 m.